# ヨラ・ラミレス
ヨラ・ラミレス（Yolanda "Yola" Ramírez Ochoa, 1935年3月1日 - 2025年3月9日）は、メキシコ・メキシコシティ出身の女子テニス選手。フルネームは Yolande Ramírez-Ochoa （ヨランデ・ラミレス・オチョア）という。1960年と1961年の2年連続で全仏選手権の女子シングルス準優勝者になった、当地最大の女子テニス選手である。全仏選手権では1958年に女子ダブルス優勝、1959年に混合ダブルス優勝があり、キャリアを通じて赤土のクレーコートを最も得意にした。1963年の全米選手権男子シングルス優勝者になったラファエル・オスナも、ラミレスとほぼ同時代に活躍した。

## 来歴
ラミレスは1957年から1959年まで、全仏選手権の女子ダブルスで同じメキシコ出身のロージー・レイズ（後にピエール・ダーモンの夫人となる）とペアを組んで3年連続決勝進出を果たした。初進出の1957年は、2人はシャーリー・ブルーマー（イギリス）＆ダーリーン・ハード（アメリカ）組に敗れたが、1958年の決勝でオーストラリアペアのテルマ・コイン・ロング＆メアリー・ベヴィス・ホートン組を 6-4, 7-5 で破り、初優勝を飾った。これはメキシコのテニス選手が獲得した最初のグランドスラム・タイトルである。相手ペアの1人、テルマ・コイン・ロングは全豪選手権女子ダブルス「12勝」を達成した大ベテランで、この時はすでに40歳近くになっていた。1959年の全仏選手権では、ラミレスはレイズとの女子ダブルスに加えて、ビリー・ナイト（イギリス）と組んだ混合ダブルスでも決勝に進出した。女子ダブルス決勝では南アフリカペアのサンドラ・レイノルズ＆レネ・シュールマン組に敗れ、ラミレス＆レイズ組の全仏女子ダブルス決勝成績は1勝2敗となる。混合ダブルスでは、ラミレスとナイトはシュールマン＆ロッド・レーバー組を 6-4, 6-4 で破って優勝した。この後、ラミレスはウィンブルドン選手権4回戦で、全仏選手権の女子シングルス優勝者クリスティン・トルーマンを破る勝利を挙げ、4大大会シングルスで初めての好成績を出した。
1960年と1961年の2年連続で、ヨラ・ラミレスは全仏選手権の女子シングルス決勝に進出する。メキシコのテニス選手が4大大会のシングルス決勝に進出したのは、このラミレスが最初である。しかし、1960年の決勝ではダーリーン・ハードに、1961年の決勝ではアン・ヘイドン＝ジョーンズに敗れ、彼女の全仏女子シングルス優勝は成らなかった。1961年は、ウィンブルドン選手権で2年ぶり2度目のベスト8と、全米選手権で初の女子ダブルス決勝進出がある。ウィンブルドンでは、ラミレスは2回戦でウィンブルドン初出場のビリー・ジーン・モフィットを破り、準々決勝でサンドラ・レイノルズに敗れた。全米選手権の女子ダブルスではドイツのエダ・ブディングとペアを組み、決勝でハードとレスリー・ターナー（オーストラリア）組に 4-6, 7-5, 0-6 で敗れて準優勝になった。同じ1961年全米選手権では、メキシコペアのラファエル・オスナとアントニオ・パラフォックスが男子ダブルス決勝に初進出している。
1962年、ラミレスは全豪選手権で女子シングルスのベスト4に進出したが、準決勝で地元オーストラリアのマーガレット・スミスに 2-6, 1-6 で完敗した。全米選手権のシングルスでは、1961年と1963年に2度のベスト8がある。ラミレスはメキシコ人女性として4大大会シングルス優勝を果たせなかったが、1963年全米選手権でオスナが当地選手として初の男子シングルス優勝を実現させた。ラミレスは後に、1972年のフェデレーションカップに37歳で出場したことがある。
メキシコはテニス選手が非常に少ない国であり、ラミレスとオスナは当地が生んだ不世出の名選手である。
2025年3月9日に死去。90歳没。